# Guðmunda Brynja Óladóttir
Guðmunda Brynja Óladóttir (3 gennaio 1994) è una calciatrice islandese, attaccante del KR Reykjavík.
Durante la sua carriera ha giocato, oltre che nel campionato nazionale, anche, seppur brevemente, in quello norvegese con il Klepp, disputando inoltre una stagione, la 2017-2018, nella UEFA Women's Champions League con lo Stjarnan.
Vanta inoltre convocazioni nelle nazionali islandesi, dalle giovanili alla nazionale maggiore, in quest'ultima maturando 15 presenze nel periodo 2013-2017.

## Carriera

### Club
Guðmunda Brynja Óladóttir si appassiona al calcio fin da giovanissima, iniziando a giocare nel Selfoss, squadra con la quale fa il suo esordio in 1. deild kvenna, secondo livello del campionato islandese femminile di calcio, nel 2009. Resta legata alla società per le sei stagioni successive, condividendo con le compagne, nel 2011, la conquista del primo posto nel girone B del campionato cadetto e la conseguente promozione della squadra in Úrvalsdeild kvenna dal campionato seguente. Dal 2012, campionato in cui condivide il primato con la statunitense Valorie O'Brien, è costantemente la migliore realizzatrice della squadra, così come al suo ritorno in squadra nel 2016.
In quell'anno aveva infatti colto l'occasione per disputare il suo primo campionato all'estero, quello norvegese, firmando un accordo con il Klepp, ma dopo aver passato la prima parte della stagione con la società del centro abitato della contea di Rogaland, marcando 6 presenze e segnando 2 reti in Toppserien 2016, durante la pausa estiva di calciomercato ha deciso di far ritorno in patria, troppo tardi per poter evitare, grazie alle sue reti, la retrocessione del Selfoss in cadetteria. Nel suo periodo con la società realizza 81 reti in 131 presenze complessive, prima di decidere, a fine stagione, il suo trasferimento alle campionesse in carica dello Stjarnan.
Il periodo con la società di Garðabær si rivela il migliore come risultati di squadra, con lo Stjarnan che seppur non riesce a difendere il titolo nel campionato 2017, giungendo quarto, il successivo migliora di un posto in classifica, con Óladóttir che con un miglior organico in attacco non riesce più a distinguersi come miglior marcatrice, siglando 5 reti nel primo, 8 in meno della compagna di reparto Katrín Ásbjörnsdóttir, e 6 nel secondo, quarta marcatrice a pari merito in una squadra più diversificata nelle conclusioni a rete anche a causa di condizioni fisiche che ne compromettono le prestazioni.
Il suo trasferimento al KR Reykjavík per la stagione 2019 la vede disputare gran parte del campionato, segnando 5 gol in quindici partite, ai quali si aggiunge una rete su quattro gare in coppa, ma un infortunio patito a novembre la costringono a disertare il terreno di gioco per tutta la prima parte della stagione 2020. Pur avendo rafforzato la rosa durante la sessione invernale di calciomercato, il tecnico Jóhannes Karl Sigursteinsson torna ad averla a disposizione solo da campionato inoltrato, dove non riesce ancora a trovare la condizione per supportare la squadra oramai destinata alla retrocessione.

### Nazionale
Óladóttir inizia ad essere convocata dalla Federcalcio islandese (KSÍ) dal giugno 2009, per vestire inizialmente la maglia della formazione Under-16, per passare in rosa tre mesi più tardi all'Under-17 impegnata nella prima fase di qualificazione al campionato europeo di categoria 2010, facendo il suo debutto con la maglia della nazionale islandese il 4 settembre 2009, nell'incontro pareggiato a reti inviolate con le pari età della Germania. Scende in campo anche nelle due successive partite, la sconfitta per 2-1 con la Francia, dove segna l'unica rete islandese, e l'unica, seppur pesante, vittoria con Israele (7-0), anche qui a segno aprendo le marcature per la sua squadra, ininfluente nella oramai compromessa possibilità del passaggio al turno successivo.
Rimasta in rosa con la U-17 anche per il successivo Europeo, condivide con le compagne il primo importante traguardo per la categoria, l'accesso per la prima volta al campionato continentale. In quell'occasione disputa tutti i sei incontri delle due fasi di qualificazione, dove va a rete complessivamente 9 volte, 3 nella vittoria con la Lituania 14-0 e altre 3 nel 10-0 sulla Bulgaria nella prima, poi, nella successiva, aprendo le marcature nelle vittorie per 2-0 sia con l'Inghilterra che con la Polonia e segnando il gol che riporta in vantaggio l'Islanda nella vittoria per 4-1 sulla Svezia. Scende in campo anche negli ultimi due scontri della fase finale al Centre sportif de Colovray di Nyon, dove la sua nazionale non riesce ad essere altrettanto incisiva perdendo entrambi gli incontri disputati, la sconfitta per 4-0 con la Spagna in semifinale e quella ancora più pesante per 8-2 con la Germania nella finale per il terzo posto.
Nel frattempo Óladóttir, poco più che sedicenne, ha avuto anche la prima sua convocazione nella formazione Under-19, inserita in rosa con la squadra che disputa, in Russia, a Soči, la seconda fase di qualificazione all'Europeo di Macedonia 2010. Anche in questa occasione viene impiegata in tutti i tre incontri del gruppo 4, dal 27 marzo 2010, nell'unica vittoria per 3-2 con la Spagna, e nelle successive sconfitte per 1-0 con le padrone di casa e per 2-1 con la Repubblica Ceca.

## Palmarès

### Club
- Campionato islandese femminile di seconda divisione: 1

Selfoss: 2011